# Inferno (sistema operativo)
Inferno® es un sistema operativo inicialmente creado por Bell Labs, y actualmente desarrollado y mantenido por Vita Nuova Holdings. Fue diseñado con el objetivo de ser compacto, distribuido en red, dispositivos y plataformas, también posee muchas características avanzadas y coloca a disposición del usuarios un gran conjunto de herramientas. Se puede obtener como Software Libre, en términos similares a GNU/linux o BSD. El nombre del sistema y muchos de sus programas asociados, así como el nombre mismo de la compañía Vita Nuova, están inspirados en la obra literaria de Dante Alighieri, Divina comedia.

## Portabilidad entre plataformas
Inferno puede ser ejecutado como una aplicación de usuario dentro de un sistema operativo existente, o como un sistema nativo. Admite la mayoría de los sistemas operativos y las arquitecturas de procesadores más populares.

## Sistemas operativos anfitriones para Inferno
- Windows NT/2000/XP
- Irix
- macOS
- FreeBSD
- Solaris
- Plan 9

Cada sistema inferno presenta un entorno similar a las aplicaciones, independiente del sistema operativo o arquitectura en la que se ejecuta. Permite a los desarrolladores trabajar en un sistema homogéneo en múltiples plataformas.

## Aplicaciones portables
El conjunto de aplicaciones de inferno están escritas en Limbo®, un lenguaje de programación moderno, seguro, modular y concurrente con una sintaxis similar a la de C. Es considerado más potente que C y más fácil de entender y depurar que C++ y Java.

## Código portable
El código escrito en Limbo es compilado dentro de la arquitectura e independiente de la especificación para la máquina virtual Dis con una representación compacta. Dis puede ser interpretado directamente (ahorrando espacio) o compilarse sobre la marcha para un determinado proceso de destino (ahorrando tiempo). La elección puede realizarse en tiempo de ejecución o por módulo. La arquitectura Dis fue diseñada con cuidado para que la generación de código en tiempo de ejecución fuera sencilla. Sus instrucciones son fáciles de implementar.

## Transparencias de recursos
Inferno ofrece completa transparencia de recursos y datos usando un sencillo y poderoso espacio de nombres. Representa recursos como archivos y tiene un protocolo de comunicación estándar—9P (Styx®)--  recursos como almacenes de datos, servicios y dispositivos puede compartirse de forma fácil entre sistema Infernos. Una interfaz de recursos es importada al sistema local y utilizadas por las aplicaciones sin que estás sepan o necesiten saber si es local o remota.

## Seguridad
Los altos niveles de seguridad son una parte importante del sistema Inferno. Usando un protocolo estándar para toda la comunicación en red, la seguridad es enfocada en un punto y puede ser proporcionada a nivel de sistema. Inferno también ofrece soporte completo a conexiones cifradas y autenticadas, usando un esquema de identificación de usuario basado en certificados y una variedad de algoritmos como:
- IDEA, 56 bit DES, 40, 128 y algoritmo de 256 bit RC4 cifrado.
- MD4, MD5, y SHA algoritmo de hash seguro.

Inferno no es solo un sistema operativo, sino también un entorno de desarrollo que proporciona todas las herramientas necesarias para diseñar, probar y depurar las aplicaciones que se ejecutan en su interior e incluye:
- Acme: Editor y shell, contiene un sistema avanzado de concordancia de patrones.
- Compilación rápida y sintaxis completa, comprobación de tipo en tiempo de compilación.
- Depurardor gráfico y diseño de la pila completa para subprocesos en ejecución.
- Un shell potente con sofisticadas capacidades de scripting.
- Comandos tipo Unix, esto quiere decir que incluye comandos como: bind, grep, gzip, mount, ps, tar, yacc, etc.